# Love the Way You Lie
"Love the Way You Lie" er den anden single fra den amerikanske rapper Eminems syvende studiealbum Recovery. Sangerinden Skylar Grey blev inspireret til at skrive og indspille demoen med Alex da Kid, da hun følte, at hun var i et voldeligt romantisk forhold med musikindustrien. Eminem skrev versene og valgte den barbadianske sangerinde Rihanna til at synge omkvædet; deres tidligere erfaringer med voldelige parforhold havde indflydelse på samarbejdet. Indspilningerne foregik i Ferndal i Michigan og i Dublin i Irland. Med guitar, klaver og violin er sangen en midttempo hip hop ballade med et pop-refrain og beskriver to elskere, der afviser at gå fra hinanden på trods af at være i et voldeligt had-kærlighedsforhold.
Interscope Records udgav singlen i august 2010. Anmelderne roste dens melodi, men var delte i spørgsmålet om de tematiske aspekter såsom skarphed og nøjagtighed. Eminem promoverede sangen med optrædener på Electronic Entertainment Expo 2010, MTV Video Music Awards og musikfestivaler. Musikvideoen, instrueret af Joseph Kahn, har Dominic Monaghan og Megan Fox i roller som et kærestepar i et voldeligt forhold og viser Eminem og Rihanna foran et brændende hus. Klippet fik en blandet modtagelse på grund af scenerne med det voldelige parforhold. Musikanmelderne har antydet, at sangen og dens medfølgende video var inspireret af Eminems og Rihanna respektive forhold med eks-elskerne Kimberly Scott og Chris Brown.
Magasiner har placeret "Love the Way You Lie" blandt de bedste sange i 2010 og af alle Eminems sange. Sangen vandt priser og modtog fem Grammy-nomineringer. Det er Eminems bedst sælgende single og var nummer et på 26 forskellige ugentligt hitlister, heriblandt USA Billboard Hot 100 i syv uger og på den danske Tracklisten i otte uger. Singlen solgte mere end fem millioner eksemplarer i USA og var blandt de bedst sælgende singler i 2010 i Storbritannien. Andre musikere såsom Cher Lloyd og The Band Perry har lavet coverversioner af sangen. Rihanna har sagt, at sangens tema, voldelige parforhold, er et emne, hun mener, der ikke er mange, der har stor viden om, hvilket gør sangen effektiv. Hun indspillede senere "Love the Way You Lie (Part II)", der mest er fortalt fra det kvindelig perspektiv.

## Skriveproces og produktion
Udviklingen af "Love the Way You Lie" begyndte med baggrundssporet og omkvædsmelodien, der blev skabt af den britiske hip hop-producer Alex da Kid. Han brugte mange timer på at lave loop og producerede en elektronisk trommerytme, inden han tilføjede live-instrumenter. Trommerne var samplede fra en liveoptagelse, han havde gemt. Alex da Kid indspillede en akustisk guitar til versene med en Georg Neumann U87 mikrofon og en Avid Mbox audio interface. Han fortalte Sound on Sound magasinet, at denne sang gav ham muligheden for at reintroducere live-guitar i hip hop musik. Under indspilningen brugte han Waves RVerb og REQ equaliser på sit hoved kick-spor og en MaxxBass plug-in på to andre.
Skrivning af teksten begyndte sidst i 2009, da den amerikanske sangerinde Holly Brook Hafermann boede i Artula Retreat i Bandon, Oregon, og komponerede sange. Senere i New York, under sit nye kunstnernavn Skylar Grey, besøgte hun Universal Music-udgiver Jennifer Blakeman for at søge hjælp til at præsentere sit arbejde. Blakeman foreslog, at hun arbejdede sammen med Alex da Kid. Produceren sendte sin indspilning til Grey per e-mail. Den foreslog et tema omhandlende voldelige romantiske forhold, da hun spontant sang lyrik til melodien. Hun fortalte Los Angeles Times, at hun var i et voldeligt forhold med musikindustrien: "Jeg elsker det så meget, at jeg giver det alt, hvad jeg har. Men det slår mig stadig ned." Denne idé inspirerede hendes skrivning, en proces hun fandt naturlig, som hvis hun kreerede en alternativ pop-sang til sig selv. Hun skrev omkvædet til "Love the Way You Lie" på 15 minutter og indspillede vokalerne til Alex da Kids demo.
I starten af 2010 tilbød Alex da Kid seniordirektør hos Shady Records, Rigo "Riggs" Morales, nogle baggrundsspor. Morales kunne godt lide sangene og sendte dem til Eminem, der ledte efter en anderledes musikalsk stil til sit syvende studiealbum Recovery. Da han godt kunne lide Alex da Kids arbejde, bad Eminem om at få flere sange og endte med at høre "Love the Way You Lie". Han valgte den og fortalte sin manager Paul Rosenberg, at han ville arbejde sammen med barbadieren Rihanna. Eminem fortalte Skyrock FM: "Det er en af de sange, som jeg følte, at kun hun kunne klare." Rosenberg sendte sangen til Rihanna, der accepterede Eminems ønske "i sidste øjeblik". Eminem skrev herefter sine egne vers til sangen.
Rihanna fortalte, at hun deltog i samarbejdet, fordi hun kunne relatere sig til sangens tema, da hun og Eminem begge har oplevet voldelige parforhold fra "hver sin ende af bordet". Eminem og hans ekskone, Kimberly Scott, levede i et ægteskab, hvor de blev skilt i 2001 og igen i 2006 efter at være blevet gift anden gang. I februar 2009 sluttede Rihannas forhold til den amerikanske sanger Chris Brown, efter han havde udøvet vold mod hende. Hun beskriver "Love the Way You Lie" som unik, realistisk og dyb. Hun har sagt om sangen, at den "nedbrød den voldelig cyklus", fordi få folk havde indsigt i emnet "voldelige parforhold".

## Indspilning
Mike Strange indspillede og mixede Eminems vokaler i Effigy Studios i Ferndale, Michigan. Sessionerne tog to dage. Strange ændrede i vokalerne med D-Verb, et efterklangssoftware, og en ekstra lang forsinkelses plug-in. Han foretrak at lave nogle få ændringer; til "Love the Way You Lie" brugte han næste kun en ophængt kompressor og en konsol equalizer. Strange brugte Bricasti og Eventide Reverb 2016 mixing-værktøjerne for at gøre efterklangen "lysere". Detroitmusikeren Luis Resto bidrog til arrangementerne på de fleste af Eminems sange men var ikke med på "Love the Way You Lie". Strange forklarede: "Alt hvad vi havde brug for var allerede i sangen, vi manglede bare vokalerne." To til tre uger efter indspilningen ankom Alex da Kid for at hjælpe med at mikse og master sangen. Han ville gerne skifte den akustiske guitar fra demoen ud, men Eminem besluttede at beholde den. Strange sagde, at "Det var simpelthen bare et spørgsmål om at matche og forsøge at forbedre demoen, som Alex da Kid havde sendt til dem." Hans bror Joe tilrettelagde sangen.
Rihannas indspilningssessioner foregik i Sun Studios i Dublin i Irland. Marcos Tovar miksede hendes vokaler, tilrettelagt af Spike Lindsey, og masterede fra Detroit over internettet. Den amerikanske sangskriver Makeba Riddick var med til den ekstra vokalproduktion. Strange brugte equalizering, kompression og efterklang men lod vokalen balancere. Han gik ud fra, at Rihanna var tilfreds med sin indspillede vokal og lavede ingen større ændringer på hendes syv stereo vokalspor.

## Komposition
"Love the Way You Lie" er en midttempo hip hop-ballade. Lyrikken beskriver et par, der nægter at gå hver til sit på trods af et voldeligt forhold. Ifølge noderne fra Universal Music Publishing Group går sangen 4/4 med et tempo på 84 bpm og står i tonearten g-mol. Den spænder fra B♭3 til D5 i vokalen. "Love the Way You Lie" åbner med, at Rihanna synger pop-refrænet over klavermusik:

Just gonna stand there and watch me burn

But that's alright, because I like the way it hurts.

Just gonna stand there and hear me cry

But that's alright, because I love the way you lie.
Refrænet er baseret på en gm–E♭(add2)–B♭–F/A-akkordprogession. Fraser McAlphine fra BBC skrev, at Rihanna føler sig begrænset "i en celle af [hendes] egen kreation". Hun synger uden vibrato, en pulserende musikalsk effekt der bruges til at tilføje udtryk. En kommentator, The New York Times David Brownie, sagde, at på trods af dette viser hendes stemme sorg og fortrydelse. Eminem "zapper" herefter ind i rappen: "I can't tell you what it really is/ I can only tell you what it feels like." Verset følges af en gm–E♭(add2)B♭–Fsus/A-akkordprogression. Eminem fortryder en afslutning på et voldeligt, forfejlet forhold, hvor han beskriver gensidig vold og udtrykker både ømhed og vrede. De to kunstneres figurer er portrætteret i et romantisk forhold, da han svarer Rihanna ved at konkludere verset: "I laid hands on her. I'll never stoop so low again/ I guess I don't know my own strength." Rihanna synger omkvædet igen akkompagneret af en elektrisk guitar og et klaver.
Akustisk guitar, violin og kraftige trommer akkompagnerer Eminems vers. Lyrikken går fra at diskutere positive aspekter af kærlighed til at beskrive voldelige hændelser. Eminem rapper "It's the rage that took over, it controls you both, so they say it's best to go your separate ways. Guess that they don't know ya, cause today that was yesterday." Sady Doyle fra The Atlantic forstod disse tekster som rapperens indrømmelse af at have mishandlet Scott, da han "vender vreden og beskyldningerne mod sig selv". I andet vers accepterer Eminem udfaldet efter at have været ked af det, og han indrømmer "Yesterday is over, it's a different day." Hans frustrationer øges, og han rapper om, at to personligheder kan støde ind i hinanden og ødelægge: "maybe that's what happens when a tornado meets a volcano". Det beskrevne had-kærlighedsforhold bliver værre og fører til vold. Eminem indrømmer at have løjet om løfter, han gav, og siger senere i sangen; "If she ever tries to fuckin' leave me again, I'ma tie her to the bed and set this house on fire", en reference til Rihannas tekst.

## Udgivelse og reaktioner
Den 27. maj 2010 offentliggjorde Eminem "Love the Way You Lie" sammen med de andre sange på Recovery, der kom ud den 21. juni 2010. Den startede som en radio single, men blev senere udgivet af Polydor Records som en CD-single i Storbritannien den 9. august 2010. Interscope Records udgav den i USA fra den 17. august samme år, og tre dage senere udkom den i Tyskland.
"Love the Way You Lie" modtog generelt gode anmeldelser. En redaktør hos Rap-Up placerede nummeret blandt de fire bedste fra albummet. New York Times-skribenten Jon Caramanica anså den som "en af albummet mest vedkommende sange" og roste Eminems evne til at se på problemerne fra begge køns perspektiv. MTV's Rodrigues skrev at sangen gengiver indhold fra Eminems tidligere albummer, men synes han er "alvorlig" og "mere moden". Han sagde at lyrikken hentyder til Eminems forhold til Scott og at "Love the Way You Lie" er tætteste Eminem har været på en kærlighedssang. Redaktører på The A.V. Club sammenlignede singlen med to tidligere sange fra Eminem, der referer til Scott; "Kim" og "'97 Bonnie & Clyde". De mente at han var mere mild i "Love the Way You LIe", da han diskuterer "gensidig destruktive forhold" og at Rihannas deltagelse gav en uhyggelig stemning.
Kritikerne roste især Rihanna deltagelse. Michael Menachem fra Billboard komplimenterede hendes "udsøgte melodiske og overraskende håbefulde" vokale præstation og "Eminems mørke, introspektive" rap. Han bemærkede at slagtøjet komplimenterer begge artister og at Alex da Kid gav det klassiske arrangement et mainstream-touch. Kyle Anderson fra MTV sagde at sangen viser Rihannas emotionelle vokaler og Eminems "mest intense rim omkring hans turbulente forhold." Han anså "Love the Way You Lie" som en ærlig, "godt konstrueret popsang med et fantastisk omkvæd" og sammenlignede den "langsomt brændende" musik med den fra "Someone Like You" fra 2001, af den britiske sangerinde Adele. Houston Chronicles popkritiker Joey Guerra sagde at Rihanna bragt en "sandpapirs og silkeglans" til nummeret.

### Temaer
Kritikere og eksperter har begge kommenteret på moralen i teksten. Anderson bemærkede et melankolsk tema, mens Nick Levine fra Digital Spy, Allie Townsend fra Time og Jocelyn Noveck fra The Associated Press foreslog at tidligere forhold for begge artister havde indflydelse på sangen. Levine gave it four stars out of five. I følge Eric Hayden fra The Atlantic Wire, referer sangen til et alkoholiseret par, muligvis inspireret af Rihannas forhold til Chris Brown. McAlphine gav "Love the Way You Lie" fire stjerner ud af fem. I følge ham, ville sangen ikke have været så effektiv, hvis den kun havde haft Eminems synspunkt og dårlige samvittighed; han sagde at Rihanna repræsentering af den modsatte side af forholdet viser en "ordentlig historiefortælling" og "sender en besked" på grund af måde hvorpå hun slog op med Brown. McAlphine skrev at resultatet af sangen skildre et mere realistisk voldeligt forhold og kan bruges i en kampagne for kvindeherberg. Han roser Eminems præcision og forståelse for emnet. Winston Robbins fra musiksiden Consequence of Sound tilskriver sangens skarphed til Rihannas tidligere forhold der var voldeligt, samt et tema om utroskab og misbrug.
På den kritiske side afviser The Daily Telegraphs Jenny McCartney metaforene i omkvædet og syntes at sangens tema var over-hypet. Hun er uenig i de kritiske roser, og mener at kvinder accepterer deres voldelige forhold af andre dybere liggende grunde end seksuel og emotionel nydelse, såsom familie og finansielle problemer og hjælpeløshed. I en NPR-artikel skrev Maura Johnston at lyrikken viser Rihanna som et subjekt for Eminems vold. Jay Smooth, en radiostjerne fra New York, svarede at "mens Eminem udforsker psyken hos en voldelig person med en næsten foruroligende dybde og detalje," er Rihannas perspektiv nedtonet og bliver ikke udforsket fuldt ud. Johnston og Smooth skrev at sådanne ubalancer er et fremherskende problem i populærmusik duetter. Doyle føler ikke at "Love the Way You Lie" roder bod på Eminems tidligere misogyne handlinger og hadefulde sange, selvom det er en Eminems sange der påvirker mest og gør ham mest angerfuld.
Noveck var i tvivl om lyrikken enten var "en afhandling mod (eller undskyldning for) vold i hjemmet, eller en uansvarlig glorificering af det? Eller om det er noget ubehageligt midt i mellem?" Marjorie Gilberg, administrerende direktør hos anti-teenagevold gruppe "Break the Cycle", sagde at "Love the Way You Lie" kan lære lytterne omkring farerne ved voldelige forhold, hvis man fortolker dem korrekt. Hun tror at fordi populær kultur ofte fremviser hvad der er socialt acceptabelt, accepterer mange mennesker sådanne former for vold nemmere. Hun sagde "Et problem er dog... at sangen reflekterer myter omkring vold i hjemmet - myter der fører til at man skyder skylden på offeret." Gilberg sagde at offeret ofte bliver beskyldt for at være lige så skyldig som partneren, men vil elskes, ikke misbruges.

### Anerkendelse
"Love the Way You Lie" er placeret på mange forskellige bedst-i-2010-lister. Claire Suddath fra Time placerede den som nummer fem på sin top-10 liste og skrev "At denne sangen ikke kom til at lyde kliché-agtig og smagløs er et vidnesbyrd på begge artisters evner". AOL Radio anså sangen som den bedste hip hop sang i 2010, og anså Eminem som værende fantasiful og passioneret. Den er rangeret som nummer ni på MTV News top-25 liste. Redaktøren James Montgomery mente at sangens succes skyldtes dens tema og relation til begge artisters tidligere voldelige forhold. Han konkluderede "Du kan ikke skrive en sang bedre end det, fordi det er sådan denne slags ting sker i det virkelige liv." New York Post placerede sangen som nummer to på deres "top 210 sange fra 2010"-liste og anså den som en "comeback slagsang". I april 2011 rankerede Gabriel Alvarez fra Complex magazine den som nummer 100 på deres "100 bedste Eminem sange"-liste, og kaldte den en kærlighedssang og roste Rihannas vokaler som værende smukke.

## Præstation på hitlisterne og salg
"Love the Way You Lie" nåede nummer et på singlehitlisterne over hele verden. Den kom ind på den amerikanske Billboard Hot 100 som nummer to den 10. juli 2010, og debuterede som nummer et på den amerikanske Digital Songs efter at have solgt 338.000 digitale eksemplarer i dens første uge. Fra den 31. juli til den 11. september 2010 havde den syv uger i træk som nummer et i USA, hvilket gav Eminem sin fjerde og Rihanna sin syvende nummer-et single i USA.
I sine fjerde uge på listen, steg "Love the Way You Lie" fra nummer 13 til nummer otte på Billboard Pop Songs-listen, på hvilken det var Eminems niende og Rihannas femtende top-10 sang. Singlen solgte mere end 300.000 digitale eksemplarer i ugen omkring den 14. august 2010, hvorved den steg til nummer to på både Pop Songs og Radio Songs-hitliste. Sangen lå nummer et på Billboards "Airplay Gainer" i fem uger i træk. I den Billboard-udgave der udkom den 21. august 2010 anerkendte Nielsen Broadcast Data Systems singlen med en BDS Certified-pris for 50.000 radio-afspilninger. Den toppede Pop Songs-listen i samme udgaven, hvilket gav Eminem hans tredje nummer en nummer på listen, gav Rihanna seks, det samme som Mariah Carey, Beyoncé Knowles og Lady Gaga. "Love the Way You Lie" var den første nummer-et single på Rap Songs-listen med Eminem som hovedartist, sien 2000-singlen "The Real Slim Shady". På den amerikanske digitale hitliste for 28. august 2010, forblev den på førstepladsen, med et ugentlig salg på 254.000 eksemplarer.
I slutningen af året var der solgt 854.000 eksemplarer i Storbritannien, hvilket gjorde "Love the Way You Lie" til den bedste sælgende single det år i Storbritannien. I oktober 2011 blev det sang nummer 109 til at nå en million salg samme sted. I november 2012 havde den solgt over 1,05 millioner eksemplarer, hvilket placerede den som nummer 100 på Official Charts Companys liste over "Million-sællerter". Med et salg på 4.245.000 eksemplarer var "Love the Way You Lie" den tredje bedst sælgene single i 2010 i USA. Det var Sydkoreas tredje bedst sælgene single i 2010 af en udenlandsk artist med 1.200.653 downloads. I følge IFPI, solgte den 9.3 millioner eksemplarer på verdensplan i 2010. I august 2011 blev "Love the Way You Lie" det mest downloadede nummer i USA for både Eminem og Rihanna, hvor det havde solgt næsten fem millioner digitale eksemplarer. Fire måneder senere blev den certificeret som Eminems bedst sælgene single. I maj 2013 annoncerede Billboard at de var begyndt at inkorporerer on-demand streaming i deres udregning af certificeringer til singler. På grund af dette fik "Love the Way You Lie" 11 x platin i USA.

## Musikvideo

### Produktion
Musikvideoen til "Love the Way You Lie" was Eminems tredje der blev instrueret af den amerikanske filmskaber Joseph Kahn. Selvom han havde planer om at lave en spillefilm og stoppe med at instruere musikvideoer, valgte Kahn at arbejde på "Love the Way You Lie" fordi den, i følge ham, diskuterer vigtige emner. Dette var en mulighed for ham, for at instruere en video for Eminem, uden de komiske temaer fra deres tidligere samarbejder. Til videoen ville Kahn gerne bruge den engelske skuespiller Dominic Monaghan som medspiller på grund af hans alsidighed, hvilket Kahn mente ville hjælpe ham til at spille antagonisten. Kahn hyrede den amerikanske skuespillerinde Megan Fox, hvilket han troede ville være noget nær umuligt på grund af hendes popularitet blandt instruktører. Fox, der er fan af Eminem, accepterede dog rollen med det samme.
Rosenberg gav Kahn én dag til at skrive et manuskript, hvilket han gjorde på 45 minutter. Han filmede Eminems og Rihannas dele den 20. juli 2010; scenerne med Fox og Monaghan blev filmet tre dage senere. Den 24. juli 2010 blev de færdige med at filme. Kahn bekræftede færdiggørelsen af indspilningen den næsten dag. Han sagde at Fox' deltagelse øgede videoens gennemslagskraft.
| Citat        | Vi ville lavede en specifik historie om to mennesker, Meg og Dom, ikke en video der var repræsentativ for alle par eller alle situationer med vold i hjemmet. Jeg siger ikke at alle par skændes på denne måde. Jeg vil blot have at folk kan identificere sig med figurerne og anerkende at de har set forhold som dette, hvor to personer er sammen, selvom de er fuldstændig forkerte for hinanden og tingene bare spinder ud af kontrol. ...Megan var det vigtigste for videoen... som instruktør kan jeg fortælle jer at grunden til at [Fox og Monaghans] scener i videoen føles så virkelige, er fordi de i øjeblikket var virkelige. | Citat |
| Josephn Kahn | |       |

Videoen blev produceret af Kathy Angstadt og Maryann Tanedo fra HSI Productions. Kort før dens udgivelse udgav Eminem en pressemeddelelse hvori han sagde: "Joseph og jeg arbejde rimeligt tæt, for at være sikre på at vi fik gjort det rigtigt". Han sagde at det svære emne resulterede i en kraftfuld video på grund af deltagelsen af Rihanna, Fox og Monaghan. Fox donerede sit løn for videoen til Soujourn House, en hjem for kvinder der har været udsat for vold. Den 5. august 2010 havde videoen premiere på MTV og musikvideo-siden Vevo.

### Synopsis
Rihanna synger i omkvædet foran et hus der brænder, mens en anden scene viser ild på en kvindes (Fox) håndflader. I en anden scene, sover kvinden med sin elsker (Monaghan) og vågner op. Eminem begynder at rappe på en åben mark. Kvinden angriber sin elsker efter at have set navnet "Cindy" og et telefonnummer skrevet på hans hånd. Han prøver at kysse kvinden uden succes, og får hevet hende tilbage efter hun forsøget at forlade ham. Manden skubber hende ind i væggen og sigter efter hende med sin knytnæve, men rammer væggen i stedet. Efter Rihanna synger igen, laver videoen et flashback til da parret første gang mødtes "på et smudsigt værtshus ved siden af" en alkoholbutik. Manden stjæler en flaske vodka og de kysser oppe på taget.
Tilbage i nutiden undskylder manden til sin elskerinde og drikker senere sprut, mens de forsones. I endnu et flashback angriber han nogle som spiller pool med hans elskerinde. Da videoen skifter tilbage til nutiden, slutter Eminem sig til Rihanna foran the brændende hus for det afsluttende vers. I mellemtiden kommer kvinden hjem og låser sig selv inde i badeværelset, for at stoppe hendes voldelige elsker fra at komme. I en anden scene lukker hun hænderne sammen, for at slukke ilden inde i hende selv. Flammer opsluger senere Eminem og parret, der herefter vises slåsende foran det brændende hus. Til slut bliver parret sammen og videoen vender tilbage til den første scene, hvori de sover.

### Modtagelse
"Det er historien om at de lærer hinanden at kende, og det er historien om deres turbulente forhold, og det var historien om sammenbruddet i deres forhold. Ultimativt tror jeg, at det [Eminem] prøver at sige i sangen, er at han skulle være gået en smule hurtigere end han gjorde og ikke have ladet det blive så rodet som det blev."
Videoen slog det der på dens udgivelsestidspunkt var en YouTube-rekord for flest hits på en dag, med 6,6 millioner. Videoen fik en blandet modtagelse fra anmelderne, hvor de fleste af dem kommenterede på scenerne med vold. NPR's Zoe Chace kaldte videoen for frastødende, mens AOL Music placerede den som nummer fem på deres liste over de ti mest kontroversielle musikvideoer i pop. Ifølge Hollie McKay fra Fox News og Stephanie Nilva, direktør for traume ressource centeret Day One, bringer den hovedsageligt "emnet om dating-vold blandt unge mennesker" frem. Nilva roste videoen for dens præcise afbildning af mønstrene i et voldeligt forhold, og syntes at dens styrke kom fra Eminems historie med sange med et voldstema og Browns angreb på Rihanna.
En skribent for Rap-Up anså videoen for realistisk, som "kunst imiterer livet". Conor Friedersdorf fra The Atlantic kaldte den for et upræcis portrættering af vold i hjemmet på grund af romantisering og mangel på vold, såsom manglen på skader efter at have slået gennem en væg. Mariel Concepcion fra Billboard sagde at det fokuserer på risikoerne ved vold i hjemmet, hvilket hun synes skal undgås mens tid er. Rihannas optræden blev også anmeldt. Daniel Kreps skrev i Rolling Stone at det var især var noget man lå mærke til, set i forhold til hendes forhold til Brown. En redaktør fra The Boston Globe kommenterede at selvom videoen er realistisk, forhindre det Rihannas mulighed for at sætte et eksempel for kvinder i voldelige forhold. Terry O'Neill, præsident for National Organization for Women sagde at Rihanna kommer til at glorificere vold i hjemmet.
Brittany Talarico fra OK! så videoens besked som værende signifikant for begge kunstnere. Billy Johnson Jr. fra Yahoo! Music skrev at Foxs rolle skiftede mellem en sårbar og en konfronterende personlighed, mens Monaghans rolle var magen til Eminem. Monaghan fortalte MTV at han syntes at parret repræsenterer Eminem og Scott. Kahn, der forstod hvorfor seerne troede at Eminems og Rihannas forhold havde indflydelse på videoen, bad om at man indså at dette ikke var sandt. Han sagde at holdet havde været opmærksom på sådanne personlige ting og at Fox og Monaghans roller kun er signifikante for hinanden.
Anmelderene diskuterede skuespillet. Peter Gicas fra E! News noterede sig at Fox og Monaghan portrættere "en let ophidselig adfærd som sangen er fast besluttet på at beskrive". The Wall Street Journal-anmelderen Jozen Cummings skrev at involveringen af filmstjerner gjorde videoen mere egnet "til det store lærred frem for tv-skærmen". New York Posts Jarett Wieselman skrev at de spiller deres roller perfekt og det hjalp til at gøre videoen mere kraftfuld. Entertainment Weeklys Whitney Pastorek syntes at det voldelige skuespil var seksuelt tiltrækkende,, mens Willa Paskin fra New York sagde at skuespillernes fremtoning "hypnotiserer" seerne. Paskin noterede sig også brugen af sepiatoning i scenerne med det brændende hus. Matthew Wilkening fra AOL Radio sagde at videoen efterlader seerne med beslutning "om det er en god eller dårlig ting, at parret altid ender med at forsones." Mikey Fresh fra Vibe sagde at Foxs naturlige reaktion da Monaghan slår gennem væggen og næsten rammer hende, er en "ufatteligt handling af sårbarhed". L Magazines Benjamin Sutton kunne godt lide scenen hvor personerne brænder til Chris Bradley, som Monaghan portrætterede i 2009 i filmen X-Men Origins: Wolverine.

## Liveoptræden
Den 15. juni 2010 optrådte Eminem og Rihanna med "Love the Way You Lie" i Los Angeles til Electronic Entertainment Expo 2010, med hjælp fra trommeslageren Travis Barker og D12-medlem Mr. Porter. Eminem sang "Love the Way You Lie" til T in the Park-festivalen den 10. juli 2010 i Skotland, hvor han dedikerede den til "alle der har været/er i et fucked-up forhold." Eminem optrådte med sangen på Irlands årlige Oxegen-festival den 11. juli 2010. James Hendicoyy fra "State" skrev at rapperens personlighed "fyldte scenen", og hans vokaler var skabe og havde "masser af gennemslagskraft". Han kritiserede brugen af forud optaget kor og noterede sig en mangel på live musik og kvindelige vokaler. Eamon Sweeney fra Irish Independent kaldte showet for "lidt imponerende".
Den 21. juli 2010 deltog rapperen i Rihannas Last Girl on Earth Tour for at optræde i Staples Center i Los Angeles. Herefter optrådte han til MTV Video Music Awards 2010, og han blev kåret som den bedste optræden ved ceremonien i en MTV-afstemning, hvor han fik 34 procent af stemmerne. Rihanna lavede en overraskende optræden efter at have sagt hun ikke kunne på grund af hendes skema. Suddath fra Time kaldte deres duet for kedelig. Eminem sang "Love the Way You Lie" uden Rihanna til Bonnaroo Music Festival i 2011, foran næsten 80.000 mennesker. I følge MTV News' Montgomery var den ihærdighed han havde, hans styrke. Patrick Doyle fra Rolling Stone følte at Eminem leverede et triumfende show ved "konstant at bevæge sig over scenen" og ved at synge energisk.
Rapperen optrådte med "Love the Way You LIe" på andendagen af Chicagos årlige Lollapalooza-festival den 6. august 2011, igen kun akkompagneret af Porter. Piet Levy fra USA Today kaldte showet et "tragisk pragteksemplar", mens publikum sang omkvædet for at kompensere for Rihannas manglende tilstedeværelse. Katie Hasty fra HitFix tilføjede at det viste kamp med kønnene. Den 20. august 2011 optrådte Eminem og Rihanna med sangen i Staffordshire på den første dag af V2011 (V Festival). James Lechno fra The Daily Telegraph anså det som en "rørende" udgave. The Guardian kaldte deres optræden for sindsoprivende og en leder fra den britiske avis Metro følte at det var den bedste del af aftenen. Eminem lukkede festivalen den 21. august i Chelmsford, Essex foran et publikum på 120.000. En reporter for Internatiol Business Times mente at Eminems duet med Rihanna fremhævede aftenens shows.

## Coverversioner
Flere artister har lavet coverversioner af "Love the Way You Lie". Countrygruppen The Band Perry sang sangen til CMT Music Awards i juni 2010. To måneder senere lavede forsangere fra det amerikanske rockband The Pretty Reckless, Taylor Momsen, en coverversion til BBC Radio 1s Live Lounge som en del af et mash-up med sangen Islands af det engelske popband The xx. Assisteret af en guitarist fra sit band, begyndte hun med en sektion fra "Island" og gik derefter over i omkvædet fra "Love the Way You Lie".
Den britiske musiker Cher Lloyd sang sangen i syvende sæson af The X Factor. En skribent fra The Sun kaldet præstationen "kedelig" og "uden nogle af hendes sædvanlige scene-gimmicks". Mernie Gilmore fra Daily Express kommenterede at der "en grund til at [sangen] er en duet", da Lloyd optrådte med både Eminems og Rihannas dele. I 2010 udgave den russiske guitarist Alex Feather Akimoc "Love the Way You Lie (Heavy Remix)", en indspilning der blev anerkendt af Billboard.biz (Web Trends). Det amerikanske post-hardcore band A Skylit Drive indspillede et cover af singlen til Punk Goes Pop 4, 2011-udgaven af Punk Goes... serien..

## Efterfølger
Den 3. november 2010 kom en alternativ version under titlen "Love the Way You Lie (Part II)" frem på internettet. Rihanna synger førstestemme på sangen og Eminem er gæsteoptræder. Sangen ser mest problemerne fra det kvindelige synspunkt og er baseret på Greys demo. Rihanna gik med til at indspille en efterfølger, efter egentlig at have tænkt at "originalen ikke kunne slås". Hun fortalte at efterfølgeren involverede mindre produktion, i kraft af det kun var piano og trommer. Sangen er det 11. og sidste nummer på hendes album Loud fra 2010. Greys version er på hendes EP The Buried Sessions of Skylar Grey, udgivet den 17. januar 2012.
Sangen toppede som nummer 19 på Canadian Hot 100. Rihanna optrådte med et kort medley der bestod af "Love the Way You Lie (Part II)", "What's My Name?" og "Only Girl (In the World)" til American Music Awards of 2010. Endnu et medley, bestående af ""Love the Way You Lie (Part II)" og "I Need a Doctor" blev fremført til de 53. Grammy Awards. Mens Chicago Sun-Times anså nummeret som en unødvendig efterfølger, skrev BBC-anmelderen James Skinner: "Love the Way You Lie (Part II) slår selv originalen. Eminems vers udstråler den form for ustabile snurrende fare der gjorde alle så begejstret for ham i første omgang. Men det er Rihannas vokal, på en gang kommanderende, sjældfyldt og sårbar, der fæster sangen".

## Priser
| År   | Ceremoni                | Pris                                                               | Resultat  |
| ---- | ----------------------- | ------------------------------------------------------------------ | --------- |
| 2010 | Teen Choice Awards      | Choice Music: Rap/Hip-Hop Track                                    | Vundet    |
| 2010 | MTV Europe Music Awards | Best Song                                                          | Nomineret |
| 2010 | MTV Europe Music Awards | Best Video                                                         | Nomineret |
| 2010 | Soul Train Music Awards | Best Hip-Hop Song of the Year                                      | Vundet    |
| 2010 | People's Choice Awards  | Favorite Music Video                                               | Vundet    |
| 2010 | People's Choice Awards  | Favorite Song                                                      | Vundet    |
| 2011 | Barbados Music Awards   | Best Collaboration                                                 | Vundet    |
| 2011 | NRJ Music Awards        | Chanson Internationale de l'Année (International Song of the Year) | Nomineret |
| 2011 | NRJ Music Awards        | Clip de l'Année (Video of the Year)                                | Nomineret |
| 2011 | Grammy Awards           | Årets indspilning                                                  | Nomineret |
| 2011 | Grammy Awards           | Årets sang                                                         | Nomineret |
| 2011 | Grammy Awards           | Bedste rap sang                                                    | Nomineret |
| 2011 | Grammy Awards           | Bedste Rap/Sang samarbejde                                         | Nomineret |
| 2011 | Grammy Awards           | Bedste korte musikvideo                                            | Nomineret |
| 2011 | Billboard Music Awards  | Top Digital Song                                                   | Nomineret |
| 2011 | Billboard Music Awards  | Top Hot 100 Song                                                   | Nomineret |
| 2011 | Billboard Music Awards  | Top Radio Song                                                     | Nomineret |
| 2011 | Billboard Music Awards  | Top Rap Song                                                       | Vundet    |
| 2011 | Billboard Music Awards  | Top Streaming Song (Audio)                                         | Nomineret |
| 2011 | Billboard Music Awards  | Top Streaming Song (Video)                                         | Nomineret |
| 2011 | MuchMusic Video Awards  | Best International Artist Video                                    | Nomineret |
| 2011 | MuchMusic Video Awards  | MuchMusic.com Most Watched Video                                   | Nomineret |
| 2011 | MuchMusic Video Awards  | UR Fave: International Video                                       | Nomineret |
| 2011 | Detroit Music Awards    | Outstanding National Single                                        | Nomineret |
| 2011 | Detroit Music Awards    | Outstanding Video / Major Budget (Over $10,000)                    | Nomineret |
| 2011 | MTV Video Music Awards  | Bedste Cinematografi                                               | Nomineret |
| 2011 | MTV Video Music Awards  | Bedste Instruktion                                                 | Nomineret |
| 2011 | MTV Video Music Awards  | Bedste Mandlige Video                                              | Nomineret |
| 2011 | MTV Video Music Awards  | Bedste video med en besked                                         | Nomineret |

## Spor
- CD single[158]

1. "Love the Way You Lie" (featuring Rihanna) – 4:23
2. "Not Afraid" (Live at T in the Park) – 6:54

## Ophavsmændene
Følgende er taget fra krediteringsoversigten fra Recovery.
Primær produktion
- Eminem – lydtekniker, sangskriver, vokalist
- Rihanna – vokalist
- Skylar Grey – sangskriver
- Alex da Kid – mastering-tekniker,[10] lydtekniker, producer, sangskriver

Øvrig produktion
- Mike Strange – lydtekniker, indspilningstekniker
- Marcos Tovar – indspilningstekniker
- Joe Strange – teknikerassistent
- Spike Lindsey – teknikerassistent
- Makeba Riddick – producer (vokaler)
- J. Brow – guitarist

## Hitlister og certifikationer
| Hitliste (2010)                                  | Højeste placering |
| ------------------------------------------------ | ----------------- |
| Australien (ARIA)                                | 1                 |
| Belgien (Ultratop 50 Flanderen)                  | 1                 |
| Belgien (Ultratop 50 Vallonien)                  | 1                 |
| Canada (Canadian Hot 100)                        | 1                 |
| Danmark (Track Top-40)                           | 1                 |
| Europa (European Hot 100 Singles)                | 1                 |
| Finland (Suomen virallinen lista)                | 1                 |
| Frankrig (SNEP)                                  | 3                 |
| Holland (Dutch Top 40)                           | 4                 |
| Irland (IRMA)                                    | 1                 |
| Israel (Media Forest)                            | 1                 |
| Italien (FIMI)                                   | 1                 |
| Luxembourg Digital Songs (Billboard)             | 1                 |
| New Zealand (RIANZ)                              | 1                 |
| Norge (VG-lista)                                 | 1                 |
| Polen (Polish Airplay Top 100)                   | 1                 |
| Rumænien (Rumænske Top 100)                      | 1                 |
| Rusland (Download Chart)                         | 1                 |
| Schweiz (Schweizer Hitparade)                    | 1                 |
| Skotland (Official Charts Company)               | 3                 |
| Slovakiet (Rádio Top 100)                        | 1                 |
| Spanien (PROMUSICAE)                             | 1                 |
| Storbritannien Singles (Official Charts Company) | 2                 |
| Storbritannien R&B (Official Charts Company)     | 1                 |
| Sverige (Sverigetopplistan)                      | 1                 |
| Sydkorea (GAON)                                  | 1                 |
| Tjekkiet (Rádio Top 100)                         | 2                 |
| Tyskland (Official German Charts)                | 1                 |
| Ungarn (Rádiós Top 40)                           | 1                 |
| USA Adult Top 40 (Billboard)                     | 29                |
| USA Billboard Hot 100                            | 1                 |
| USA Hot R&B/Hip-Hop Songs (Billboard)            | 7                 |
| USA Hot Latin Songs (Billboard)                  | 23                |
| USA Mainstream Top 40 (Billboard)                | 1                 |
| USA Hot Rap Songs (Billboard)                    | 1                 |
| Østrig (Ö3 Austria Top 40)                       | 1                 |

| Hitliste (2010)                          | Placering |
| ---------------------------------------- | --------- |
| Australien (ARIA)                        | 1         |
| Belgien (Ultratop 50 Flanderen)          | 21        |
| Belgien (Ultratop 50 Vallonien)          | 11        |
| Canada (Canadian Hot 100)                | 7         |
| Danmark (Tracklisten)                    | 7         |
| European Hot 100 Singles                 | 8         |
| Holland (Dutch Top 40)                   | 20        |
| Irland (IRMA)                            | 4         |
| Italien (FIMI)                           | 20        |
| New Zealand (RIANZ)                      | 2         |
| Spanien (PROMUSICAE)                     | 11        |
| Spanien Top 20 TV (PROMUSICAE)           | 19        |
| Storbritannien (Official Charts Company) | 1         |
| Ungarn (Rádiós Top 40)                   | 35        |
| US Billboard Hot 100                     | 7         |
| US Hot R&B/Hip-Hop Songs (Billboard)     | 59        |
| US Pop Songs (Billboard)                 | 9         |
| Østrig (Ö3 Austria Top 75)               | 5         |
| Hitliste (2011)                          | Placering |
| Spanien (PROMUSICAE)                     | 41        |

| Land | Certificering | Salg       |
| --- | ------------- | ---------- |
| Australia (ARIA) | 9× Platin     | 630.000^   |
| Belgien (BEA) | Guld          | 15.000*    |
| Danmark (IFPI Danmark) | Platin        | 30.000^    |
| Tyskland (BVMI) | Platin        | 300.000^   |
| Italien (FIMI) | Platin        | 30.000*    |
| Japan (RIAJ) | Guld          | 100.000^   |
| New Zealand (RMNZ) | 2× Platin     | 30.000*    |
| Rusland (NFPF) | 3× Platin     | 30,000*    |
| Spanien (PROMUSICAE) | Platin        | 40.000^    |
| Schweiz (IFPI Schweiz) | 3× Platin     | 90.000x    |
| Storbritannien (BPI) | 2× Platin     | 1.200.000  |
| USA (RIAA) | 11× Platin    | 6,000,000^ |
| *Salgstal baseret på certificering alene. · ^Forsendelsestal baseret på certificering alene. · xUspecificerede tal baseret på certificering alene. · Salgstal+streamingtal baseret på certificering alene. |               |            |

### Hitliste før og efter
| Efterfulgte: "California Gurls” af Katy Perry feat. Snoop Dogg                                                       | Canadiske Hot 100 nummer-et singler 31. juli, 2010 – 11. september, 2010                                                | Efterfulgtes af: "Dynamite” af Taio Cruz                                                       |
| Efterfulgte: "Glow” af Madcon                                                                                        | Norske VG-Lista nummer-et singler 17. august, 2010 – 6. september, 2010                                                 | Efterfulgtes af: "Freaky Like Me” af Madcon feat. Ameerah                                      |
| Efterfulgte: "California Gurls” af Katy Perry feat. Snoop Dogg "Club Can't Handle Me” af Flo Rida feat. David Guetta | Irske nummer-et singler 22. juli, 2010 – 29. julie, 2010 12. august, 2010 – 26. august, 2010                            | Efterfulgtes af: "We No Speak Americano” af Yolanda Be Cool vs DCUP "Dynamite” af Taio Cruz    |
| Efterfulgte: "Airplanes” af B.o.B featuring Hayley Williams "Beautiful Monster” af Ne-Yo                             | UK R&B hits Singles Chart nummer-et singler 25. juli 2010 – 1. august 2010 15. august 2010 – 22. august 2010            | Efterfulgtes af: "Billionaire” af Travie McCoy featuring Bruno Mars "Green Light” af Roll Deep |
| Efterfulgte: "Waka Waka (This Time for Africa)” af Shakira feat. Freshlyground                                       | Svenske nummer-et singler 20. august, 2010 – 10. september, 2010                                                        | Efterfulgtes af: "Waka Waka (This Time for Africa)” af Shakira feat. Freshlyground             |
| Efterfulgte: "California Gurls” af Katy Perry feat. Snoop Dogg                                                       | New Zealand RIANZ nummer-et singler 19. juli, 2010 – 16. august, 2010                                                   | Efterfulgtes af: "Dynamite” af Taio Cruz                                                       |
| Efterfulgte: "California Gurls” af Katy Perry feat. Snoop Dogg                                                       | ARIA (Australien) nummer-et singler 19. juli, 2010 – 23. august, 2010                                                   | Efterfulgtes af: "Dynamite” af Taio Cruz                                                       |
| Efterfulgte: "I Gotta Feeling” af The Black Eyed Peas                                                                | ARIA (Australien) års nummer et 2010                                                                                    | Efterfulgtes af: TBD                                                                           |
| Efterfulgte: "We No Speak Americano” af Yolanda Be Cool vs DCUP                                                      | Tyske nummer-et singler 24. september, 2010 – 1. oktober, 2010                                                          | Efterfulgtes af: "Over the Rainbow” af Israel "IZ" Kamakawiwo'ole                              |
| Efterfulgte: "Legändä & Heldä” af Bligg                                                                              | Schweiz nummer-et singler 19. september, 2010 – 17. oktober, 2010                                                       | Efterfulgtes af: "Heaven” af Gotthard                                                          |
| Efterfulgte: "Legändä & Heldä” af Bligg "Juurta Jaksain” af Mokoma                                                   | Finske Singlehitliste nummer-et singler 25. august, 2010 – 8. september, 2010 15. september, 2010 – 22. september, 2010 | Efterfulgtes af: "Juurta Jaksain” af Mokoma                                                    |
| Efterfulgte: "We No Speak Americano” af Yolanda Be Cool vs DCUP                                                      | Frankrigs digitale hitliste nummer-et singler 12. september, 2010 – 26. september, 2010                                 | Efterfulgtes af: "Waka Waka (This Time for Africa)” af Shakira feat. Freshlyground             |
| Efterfulgte: "California Gurls” af Katy Perry feat. Snoop Dogg                                                       | Billboard Hot 100 nummer-et singler 31. juli, 2010 – 11. september, 2010                                                | Efterfulgtes af: "Teenage Dream” af Katy Perry                                                 |
| Efterfulgte: "California Gurls” af Katy Perry feat. Snoop Dogg                                                       | US Mainstream Top 40 (Pop Songs) nummer-et singler 21. august, 2010 – 4. september, 2010                                | Efterfulgtes af: "Dynamite” af Taio Cruz                                                       |
| Efterfulgte: "Waka Waka (This Time for Africa)” af Shakira feat. Freshlyground "White Knuckle Ride” af Jamiroquai    | Italiens nummer-et singler 6. september, 2010 – 13. september, 2010 20. september, 2010 – 27. september, 2010           | Efterfulgtes af: "White Knuckle Ride” af Jamiroquai "Loca” af Shakira featuring Dizzee Rascal  |
| Efterfulgte: "Waka Waka (This Time for Africa)” af Shakira feat. Freshlyground                                       | Tracklisten nummer-et singler 13. august, 2010 – 8. oktober, 2010                                                       | Efterfulgtes af: "Tættere på himlen” af Burhan G (featuring Nik & Jay)                         |
| Efterfulgte: "Club Can't Handle Me ” af Flo Rida feat. David Guetta                                                  | Polske nummer-et singler 16.oktober, 2010 – 22. oktober, 2010                                                           | Efterfulgtes af: "Wonderful Life” af Hurt                                                      |